# São Miguel de Lobrigos
São Miguel de Lobrigos é uma extinta freguesia portuguesa do Município de Santa Marta de Penaguião que tinha 4,42 km² de área e 1.365 habitantes (2011), e, por isso, uma densidade populacional de 308,8 hab/km².
É nesta antiga freguesia que se situa a sede do Município, a vila de Santa Marta de Penaguião, que, no entanto, não é sede da freguesia.
Foi extinta (agregada) pela reorganização administrativa de 2012/2013, sendo o seu território integrado na União de Freguesias de Lobrigos (São Miguel e São João Baptista) e Sanhoane.

## População
| Número de habitantes | Número de habitantes | Número de habitantes | Número de habitantes | Número de habitantes | Número de habitantes | Número de habitantes | Número de habitantes | Número de habitantes | Número de habitantes | Número de habitantes | Número de habitantes | Número de habitantes | Número de habitantes | Número de habitantes |
| -------------------- | -------------------- | -------------------- | -------------------- | -------------------- | -------------------- | -------------------- | -------------------- | -------------------- | -------------------- | -------------------- | -------------------- | -------------------- | -------------------- | -------------------- |
| 1864                 | 1878                 | 1890                 | 1900                 | 1911                 | 1920                 | 1930                 | 1940                 | 1950                 | 1960                 | 1970                 | 1981                 | 1991                 | 2001                 | 2011                 |
| 898                  | 986                  | 1.002                | 945                  | 1.126                | 1.083                | 1.394                | 1.460                | 1.546                | 1.235                | 1.141                | 1.183                | 1.304                | 1.327                | 1.365                |

(Obs.: Número de habitantes "residentes", ou seja, que tinham a residência oficial neste concelho à data em que os censos  se realizaram.)
| Distribuição da População por Grupos Etários em 2001 e 2011 | Distribuição da População por Grupos Etários em 2001 e 2011 | Distribuição da População por Grupos Etários em 2001 e 2011 | Distribuição da População por Grupos Etários em 2001 e 2011 | Distribuição da População por Grupos Etários em 2001 e 2011 | Distribuição da População por Grupos Etários em 2001 e 2011 | Distribuição da População por Grupos Etários em 2001 e 2011 | Distribuição da População por Grupos Etários em 2001 e 2011 | Distribuição da População por Grupos Etários em 2001 e 2011 | Distribuição da População por Grupos Etários em 2001 e 2011 |
| ----------------------------------------------------------- | ----------------------------------------------------------- | ----------------------------------------------------------- | ----------------------------------------------------------- | ----------------------------------------------------------- | ----------------------------------------------------------- | ----------------------------------------------------------- | ----------------------------------------------------------- | ----------------------------------------------------------- | ----------------------------------------------------------- |
| Idade                                                       | 0-14                                                        | 15-24                                                       | 25-64                                                       | > 65                                                        |                                                             | 0-14                                                        | 15-24                                                       | 25-64                                                       | > 65                                                        |
| 2001                                                        | 235                                                         | 213                                                         | 688                                                         | 191                                                         |                                                             | 17,7%                                                       | 16,1%                                                       | 51,8%                                                       | 14,4%                                                       |
| 2011                                                        | 214                                                         | 157                                                         | 761                                                         | 233                                                         |                                                             | 15,7%                                                       | 11,5%                                                       | 55,8%                                                       | 17,1%                                                       |

## Património
- Igreja Matriz de São Miguel de Lobrigos.

1. ↑  Lei n.º 11-A/2013, de 28 de janeiro: Reorganização administrativa do território das freguesias. Anexo I. Diário da República, 1.ª Série, n.º 19, Suplemento, de 28/01/2013.
2. ↑  Instituto Nacional de Estatística (Recenseamentos Gerais da População) - https://www.ine.pt/xportal/xmain?xpid=INE&xpgid=ine_publicacoes